# Солт-Крік (Колорадо)
Солт-Крік (англ. Salt Creek) — переписна місцевість (CDP) в США, в окрузі Пуебло штату Колорадо. Населення — 507 осіб (2020).

## Географія
Солт-Крік розташований за координатами 38°14′20″ пн. ш. 104°35′17″ зх. д. / 38.23889° пн. ш. 104.58806° зх. д. (38.238902, -104.588192).  За даними Бюро перепису населення США в 2010 році переписна місцевість мала площу 1,41 км², уся площа — суходіл.

## Демографія
Згідно з переписом 2010 року, у переписній місцевості мешкало 587 осіб у 234 домогосподарствах у складі 163 родин. Густота населення становила 417 осіб/км².  Було 268 помешкань (190/км²).
Расовий склад населення:
| - 67,3 % — білих - 4,1 % — корінних американців - 26,4 % — осіб інших рас |

До двох чи більше рас належало 2,2 %. Частка іспаномовних становила 86,0 % від усіх жителів.
За віковим діапазоном населення розподілялося таким чином: 21,3 % — особи молодші 18 років, 60,0 % — особи у віці 18—64 років, 18,7 % — особи у віці 65 років та старші. Медіана віку мешканця становила 44,9 року. На 100 осіб жіночої статі у переписній місцевості припадало 103,1 чоловіків;  на 100 жінок у віці від 18 років та старших — 103,5 чоловіків також старших 18 років.
Середній дохід на одне домашнє господарство  становив 40 762 долари США (медіана — 27 917), а середній дохід на одну сім'ю — 52 852 долари (медіана — 39 063). Медіана доходів становила 26 944 долари для чоловіків та 22 813 долари для жінок. За межею бідності перебувало 33,1 % осіб, у тому числі 73,0 % дітей у віці до 18 років та 44,6 % осіб у віці 65 років та старших.
Цивільне працевлаштоване населення становило 262 особи. Основні галузі зайнятості: роздрібна торгівля — 43,9 %, освіта, охорона здоров'я та соціальна допомога — 19,8 %, виробництво — 17,9 %.